# Antarchaea olivescens
Antarchaea olivescens är en fjärilsart som beskrevs av George Francis Hampson 1910. Antarchaea olivescens ingår i släktet Antarchaea och familjen nattflyn. Inga underarter finns listade i Catalogue of Life.